# Przemysław Chełminiak
Przemysław Chełminiak – polski fizyk, doktor habilitowany nauk fizycznych związany z Wydziałem Fizyki UAM w Poznaniu. Specjalizuje się w biofizyce oraz fizyce statystycznej.

## Życiorys
Fizykę ukończył na poznańskim Wydziale Fizyki UAM w 1996 (praca magisterska: Dynamika białka. Rozkład czasów pierwszego przejścia w modelu dyfuzji na sieciach). Doktoryzował się na macierzystym wydziale w 2001 na podstawie pracy pt. Średni czas pierwszego przejścia w stochastycznej teorii procesów biochemicznych (promotorem zarówno pracy magisterskiej, jak i doktorskiej był Michał Kurzyński). Trzyletni staż podoktorski (2005-2008) odbył w brytyjskim University of Warwick.
Habilitował się w 2016 na podstawie oceny dorobku naukowego oraz cyklu publikacji pt. Samoorganizujące się sieci krytyczne. Zastosowanie w modelu działania biologicznych maszyn molekularnych. Na macierzystym Wydziale Fizyki UAM pracuje jako adiunkt w Zakładzie Teorii Materii Skondensowanej.
Swoje prace publikował m.in. w „Physics Letters A", „Physical Review E" oraz „Physica A".